# Direct Group
Direct Group is een detailhandeldivisie van het Duitse mediaconglomeraat Bertelsmann. Het bedrijf beheert vele winkelketens en verkoopt sinds eind 2002 ook producten via het internet. De Direct Group heeft verder nog een groot aantal mediaclubs, waarin men kan gaan praten over boeken, muziek, films of/en televisieseries.
De clubs van de Direct Group hebben wereldwijd meer dan 32 miljoen leden in 22 verschillende landen. In elke regio waarin een club gevestigd is, is het de regionale marktleider op de markt. Het bedrijf heeft 12.116 werknemers per december 2004 en had in 2004 een omzet van € 2,2 miljard. Ewald Walgenbach is de CEO van het bedrijf.